# 弗農丘陵 (伊利諾伊州)
弗農丘陵（英語：Vernon Hills）是位於美國伊利諾伊州萊克縣的一個村落。

## 地理
弗農丘陵的座標為42°13′52″N 87°58′09″W / 42.23111°N 87.96917°W，而該地最高點為海拔高度224米（即735英尺）。

## 人口
根據2010年美國人口普查的數據，弗農丘陵的面積為20.49平方千米，當中陸地面積為19.95平方千米，而水域面積為0.54平方千米。當地共有人口25113人，而人口密度為每平方千米1,225人。